# رود شینگاشی
رودخانه شینگاشی (به لاتین: Shingashi River) یک رود در ژاپن است که در استان سایتاما واقع شده‌است.